# NGC 2360
NGC 2360 is een open sterrenhoop in het sterrenbeeld Grote Hond. Het hemelobject werd op 26 februari 1783 ontdekt door de Duits-Britse astronome Caroline Herschel.

## Synoniemen
- OCL 589